# سيسيل سبونر
سيسيل سبونر (بالإنجليزية: Cecil Spooner)‏ هي ممثلة أمريكية، ولدت في 20 يناير 1875 في نيويورك في الولايات المتحدة، وتوفيت في 13 مايو 1953 في شيرمان أوكس في الولايات المتحدة.

## وصلات خارجية
- سيسيل سبونر على موقع IMDb (الإنجليزية)
- سيسيل سبونر على موقع قاعدة بيانات برودواي على الإنترنت (الإنجليزية)
- سيسيل سبونر على موقع قاعدة بيانات الفيلم (الإنجليزية)